# Campeonato Rondoniense de Futebol de 2025
A Série A do Campeonato Rondoniense de 2025, também conhecido oficialmente como Campeonato Rondoniense Sicredi Série A 2025 ou simplesmente como Rondoniense Sicredi 2025, é a 84.ª edição da principal divisão do futebol em Rondônia. A competição é organizada pela Federação de Futebol do Estado de Rondônia (FFER) e é disputada por sete clubes.

## Regulamento
O Campeonato Rondoniense é disputado em três fases, com partidas de ida e volta, o sistema de disputa segue:
| Primeira fase |
| --- |
| Todos sete clubes se enfrentarão em dois turnos (ida e volta) totalizando 12 partidas cada equipe, classificando-se a semifinal os quatro clubes melhores colocados na classificação geral, o último ou sétimo clube colocado na classificação geral ao final da competição estará rebaixado para Série B do Campeonato Rondoniense de 2026. |

| Semifinal |
| --- |
| Nas semifinais ou segunda fase do torneio estadual os quatro melhores clubes colocados na primeira fase disputado por sete clubes, jogarão em cruzamento olímpico em confrontos de ida e volta segue; Cruzamento Olímpico 1. 4° colocado x 1° colocado 2. 3° colocado x 2° colocado |

| Final |
| --- |
| Na final ou terceira fase, as duas melhores equipes classificadas após as semifinais estarão classificadas para finais, nas partidas finais da competição, a melhor equipe terá o mando de decidir a partida como mandante na partida de volta, a equipe que vencer sendo em disputa de pênaltis em agregado empatado nas duas partidas ou vencendo a partida em placar agregado por diferença de gols. |

| Critérios de desempate |
| --- |
| Havendo empate por pontos ganhos após a realização das duas partidas de ida e volta da segunda e da terceira fases serão adotados os seguintes critérios de desempate: 1. Maior saldo de gols nas duas partidas: 2. Cobrança de penalidades de acordo com os critérios adotados pela Internacional Board. Em caso de empate em pontos ganhos entre 2 (dois) ou mais clubes ao final da 1ª fase, o desempate, para efeito de classificação para próxima fase será efetuado observando-se os seguintes critérios abaixo: 1. Maior número de vitórias; 2. Maior saldo de gols; 3. Maior número de gols pró; 4. Confronto direto; 5. Menor número de cartões vermelho recebidos; 6. Menor número de cartões amarelos recebidos; 7. Sorteio. |

| Classificações nacionais e regional |
| --- |
| Ao clube vencedor do campeonato estadual será atribuído o título de Campeão do Campeonato Rondoniense Série A 2025 e ao segundo colocado o título de Vice-Campeão 2025. O clube campeão será indicado as vagas disponíveis a FFER e CBF para as seguintes competições nacionais: Copa do Brasil de 2026 e Campeonato Brasileiro Série D de 2026, o clube representante de Rondônia na Copa Verde de 2026 será selecionado através das diretrizes sancionadas pela CBF. Em relação ao clube vice-campeão, está equipe terá direito a segunda vaga disponível para a Copa do Brasil de 2026. |

## Transmissão televisiva
Após sucesso da parceria dos direitos de transmissões das partidas do Rondoniense Série A de 2024, a rondovisão emissora rondoniense afiliada a TV Band terá os direitos de transmitir as partidas do campeonato estadual, assim também alguns clubes podem transmitir suas partidas com mandante ou visitante direto do YouTube.
Para o ano de 2025, um novo player chega no mercado Rondoniense, o Mais 3 Minutos (via Youtube), que adiquire os jogos como mandante de Gazin Porto Velho, Guaporé e Genus.
| Emissora       | Transmissões com imagens                                                                     |
| -------------- | -------------------------------------------------------------------------------------------- |
| Rondovisão     | 20 jogos, incluindo as semifinais e finais.                                                  |
| Mais 3 Minutos | 18 Jogos, incluindo a fase final (somente as partidas de Gazin Porto Velho, Guaporé e Genus) |

## Participantes

### Promovidos e Desistência
| Pos. | Abandonou o Campeonato Rondoniense de 2025 |
| ---- | ------------------------------------------ |
| 4º   | União Cacoalense                           |

| Pos. | Promovido da Série B de 2024 |
| ---- | ---------------------------- |
| 1º   | Guaporé                      |
| 2º   | Rolim de Moura               |

### Informações das equipes
| Aumento | Equipes promovidas da Série B de 2024 |

## Primeira fase
| Pos | Equipe            | Pts | J  | V  | E | D  | GP | GC | SG  | Classificação ou descenso   |     | GPV | GUA | JIP | BAR | GEN | RLM | VIL |
| --- | ----------------- | --- | -- | -- | - | -- | -- | -- | --- | --------------------------- | --- | --- | --- | --- | --- | --- | --- | --- |
| 1   | Gazin Porto Velho | 31  | 12 | 10 | 1 | 1  | 20 | 7  | +13 | Fase Final                  |     | —   | 2–1 | 2–0 | 3–1 | 2–1 | 2–0 | 3–0 |
| 2   | Guaporé           | 21  | 12 | 6  | 3 | 3  | 19 | 11 | +8  | Fase Final                  |     | 0–1 | —   | 1–0 | 3–0 | 0–0 | 0–1 | 2–0 |
| 3   | Ji-Paraná         | 21  | 12 | 6  | 3 | 3  | 14 | 9  | +5  | Fase Final                  |     | 0–0 | 1–3 | —   | 2–0 | 1–1 | 1–1 | 2–0 |
| 4   | Barcelona-RO      | 16  | 12 | 5  | 1 | 6  | 15 | 12 | +3  | Fase Final                  |     | 1–2 | 0–1 | 0–1 | —   | 0–0 | 1–0 | 7–0 |
| 5   | Genus             | 16  | 12 | 4  | 4 | 4  | 18 | 10 | +8  |                             |     | 2–0 | 1–3 | 0–1 | 0–1 | —   | 4–1 | 5–0 |
| 6   | Rolim de Moura    | 12  | 12 | 3  | 3 | 6  | 12 | 15 | −3  |                             | 0–1 | 2–2 | 1–2 | 0–1 | 1–1 | —   | 2–0 |     |
| 7   | Vilhena           | 1   | 12 | 0  | 1 | 11 | 4  | 38 | −34 | Rebaixado à Série B de 2026 |     | 1–2 | 3–3 | 0–3 | 0–3 | 0–3 | 0–3 | —   |

Desempenho por rodada
Posições de cada clube por rodada;
| Rodada ↓ | BAR | GPV | GEN | GUA | JIP | RLM | VIL |
| -------- | --- | --- | --- | --- | --- | --- | --- |
| 1ª       | 5   | 2   | 4   | 1   | 6   | 3   | 7   |
| 2ª       | 6   | 1   | 5   | 2   | 4   | 3   | 7   |
| 3ª       | 6   | 1   | 2   | 4   | 5   | 3   | 7   |
| 4ª       | 6   | 1   | 2   | 4   | 3   | 5   | 7   |
| 5ª       | 5   | 1   | 2   | 6   | 3   | 4   | 7   |
| 6ª       | 2   | 1   | 3   | 5   | 4   | 6   | 7   |
| 7ª       | 3   | 1   | 4   | 2   | 5   | 6   | 7   |
| 8ª       | 4   | 1   | 5   | 2   | 6   | 3   | 7   |
| 9ª       | 4   | 1   | 5   | 2   | 6   | 3   | 7   |
| 10ª      | 6   | 1   | 3   | 2   | 5   | 4   | 7   |
| 11ª      | 4   | 1   | 5   | 2   | 3   | 6   | 7   |
| 12ª      | 4   | 1   | 5   | 3   | 2   | 6   | 7   |
| 13ª      | 4   | 1   | 5   | 3   | 2   | 6   | 7   |
| 14ª      | 4   | 1   | 5   | 2   | 3   | 6   | 7   |
| Rodada ↑ | BAR | GPV | GEN | GUA | JIP | RLM | VIL |

| Classificado para a semifinal Rebaixado para a Série B de 2026 |

## Fase final
Em itálico as equipes que possuem o mando de campo no jogo de ida; em negrito as equipes vencedoras.
|  |  |

|  | Semifinais        | Semifinais | Semifinais | Semifinais |       |                         | Final | Final | Final | Final |
|  |                   |            |            |            |       |                         |       |       |       |       |
|  | Gazin Porto Velho | 1          | 1          | 2          |       |                         |       |       |       |       |
|  | Barcelona-RO      | 1          | 0          | 1          |       |                         |       |       |       |       |
|  | Barcelona-RO      | 1          | 0          | 1          |       | Gazin Porto Velho (pen) | 2     | 0     | 2 (4) |       |
|  |                   |            |            |            |       | Gazin Porto Velho (pen) | 2     | 0     | 2 (4) |       |
|  |                   | Guaporé    | 1          | 1          | 2 (2) |                         |       |       |       |       |
|  | Guaporé           | Guaporé    | 1          | 1          | 2 (2) | 0                       | 2     | 2     |       |       |
|  | Guaporé           |            |            |            |       | 0                       | 2     | 2     |       |       |
|  | Ji-Paraná         | 0          | 1          | 1          |       |                         |       |       |       |       |

## Estatísticas

### Artilharia
| Pos. | Jogador          | Equipe            | Gols |
| ---- | ---------------- | ----------------- | ---- |
| 1    | Ariel            | Genus             | 11   |
| 2    | César Júlio      | Rolim de Moura    | 5    |
| 2    | Erivan           | Gazin Porto Velho | 5    |
| 4    | Abdio            | Barcelona-RO      | 4    |
| 4    | Gilmar           | Barcelona-RO      | 4    |
| 4    | Luan Viana       | Gazin Porto Velho | 4    |
| 4    | Mano             | Guaporé           | 4    |
| 4    | Vinicius Almeida | Guaporé           | 4    |

## Técnicos
| Equipe            | Técnico                     |
| ----------------- | --------------------------- |
| Barcelona-RO      | Christian Ocampo (1ª–)      |
| Gazin Porto Velho | Paulo Eduardo(1ª–)          |
| Genus             | Tinho Damasceno(1ª–)        |
| Guaporé           | Carlos Alberto (1ª–)        |
| Ji-Paraná         | Junior Felício Marques(1ª–) |
| Rolim de Moura    | Tiago Batizoco (1ª–)        |
| Vilhena           | Luiz Henrique (1ª-)         |

## Premiação
| Campeonato Rondoniense de 2025            |
| Rondônia                                  |
| ----------------------------------------- |
| Gazin Porto Velho Tricampeão (5.º título) |

## Classificação geral
| Pos | Equipe            | Pts | J  | V  | E | D  | GP | GC | SG  | Classificação ou descenso                                                           |
| --- | ----------------- | --- | -- | -- | - | -- | -- | -- | --- | ----------------------------------------------------------------------------------- |
| 1   | Gazin Porto Velho | 38  | 16 | 12 | 2 | 2  | 24 | 10 | +14 | Campeão e classificado para à Copa do Brasil de 2026 e Brasileirão Série D de 2026. |
| 2   | Guaporé           | 28  | 16 | 8  | 4 | 4  | 23 | 14 | +9  | Vice-campeão e classificado para à Copa do Brasil de 2026                           |
| 3   | Ji-Paraná         | 22  | 14 | 6  | 4 | 4  | 15 | 11 | +4  |                                                                                     |
| 4   | Barcelona-RO      | 17  | 14 | 5  | 2 | 7  | 16 | 14 | +2  |                                                                                     |
| 5   | Genus             | 16  | 12 | 4  | 4 | 4  | 18 | 10 | +8  |                                                                                     |
| 6   | Rolim de Moura    | 12  | 12 | 3  | 3 | 6  | 12 | 15 | −3  |                                                                                     |
| 7   | Vilhena           | 1   | 12 | 0  | 1 | 11 | 4  | 38 | −34 | Rebaixados à Série B do Campeonato Rondoniense de 2026                              |